# Engraulicypris sardella
Engraulicypris sardella är en fiskart som först beskrevs av Günther, 1868.  Engraulicypris sardella ingår i släktet Engraulicypris och familjen karpfiskar. IUCN kategoriserar arten globalt som livskraftig. Inga underarter finns listade i Catalogue of Life.